# Federazione di rugby a 13 dell'Australia
L'Australian Rugby League Commission (o ARLC) è l'organo di governo del rugby a XIII in Australia.
Fondata nel 1924, è la federazione nazionale dal 2012, data in cui incorporò, e ne assorbì le competenze, la preesistente Australian Rugby Football League.
Si tratta di una federazione di Leghe regionali, ivi incluse la New South Wales Rugby League (Nuovo Galles del Sud) e la Queensland Rugby League (Queensland). Tali due Leghe esprimono tre membri ciascuna nel consiglio della ARL, più il presidente.
All'ARL è demandato il compito diretto di gestione della selezione nazionale di rugby a 13; in forma indiretta gestisce anche il campionato nazionale, il quale è amministrato dalla National Rugby League, anche se a metà degli anni novanta, nel pieno della Guerra del Super League, la federazione gestì in forma diretta anche il torneo nazionale.

## Storia

### La gestione dell'attività internazionale
Fino al 1924 l'attività internazionale era gestita dalle leghe del Nuovo Galles del Sud e del Queensland. In tale anno fu costituita l'Australian Rugby League Board of Control (più tardi solo Australian Rugby League) allo scopo di gestire l'attività della Nazionale australiana; George Ball fu il primo segretario federale e John La Maro il primo presidente. Fu in tale periodo che la Nazionale australiana assunse i colori attuali, verde e oro.
Per 60 anni, fino al 1984, la Federazione fu di fatto gestita dalla lega del Nuovo Galles del Sud, e ciò provocò recriminazioni da parte del Queensland, che si riteneva danneggiato nei suoi interessi, in particolare per quanto riguardava la rappresentatività in seno alla selezione nazionale. La situazione fu sanata con l'attribuzione di 3 seggi nel consiglio anche alla QRL.

### L'organizzazione dei campionati
Il campionato australiano di vertice, fin dalla sua istituzione nel 1908 era stato gestito dalla NSWRL; all'inizio della stagione 1995, con l'allargamento geografico della Lega, che arrivò a includere Perth (Australia Occidentale), Townsville (Queensland) e Auckland (Nuova Zelanda), le competenze passarono all'ARL; poco dopo, su una questione di diritti televisivi che divenne nota come la Guerra della Super League, nacquero due Leghe parallele, una organizzata direttamente dall'ARL (Australian Rugby League), l'altra, formata da 8 club scissionisti della Federazione (Australian Super League) e organizzata direttamente da News Corporation, di proprietà di Rupert Murdoch.
Nonostante il divieto dell'ARL ai suoi affiliati di disputare competizioni interstatali della Super League, per tre stagioni si ebbero due campionati paralleli. Un negoziato alla fine del 1997 portò infine alla formazione della National Rugby League, che dal 1998 organizza il campionato nazionale sotto la giurisdizione della ARL.

#### Le finali di Australian Rugby League
| Sydney 24 settembre 1995 | Sydney Bulldogs | 17 – 4 | Manly-Warringah | Sydney Football Stadium (41.127 spett.)\| Arbitro: \| Eddie Ward \| |
| Arbitro:                 | Eddie Ward      |        |                 |                                                                     |

| Sydney 29 settembre 1996 | Manly-Warringah | 20 – 8 | St. George Dragons | Sydney Football Stadium (40.985 spett.)\| Arbitro: \| David Manson \| |
| Arbitro:                 | David Manson    |        |                    |                                                                       |

| Sydney 28 settembre 1997 | Manly-Warringah | 16 – 22 | Newcastle Knights | Sydney Football Stadium (42.482 spett.)\| Arbitro: \| David Manson \| |
| Arbitro:                 | David Manson    |         |                   |                                                                       |

### 1998-oggi
La ARL rimane responsabile per amministrare tutti gli aspetti del gioco del rugby league in Australia e organizzare partite di rappresentative di rugby league, incluse le competizioni dello State of Origin, la competizione del New South Wales City-Country e la squadra nazionale.

## Membri
- New South Wales Rugby League
- Queensland Rugby League

### Stati affiliati
- Northern Territory Rugby League
- South Australian Rugby League
- Tasmanian Rugby League
- Victorian Rugby League
- Western Australia Rugby League

### Leghe affiliate
- Australian Secondary Schools Rugby League
- Australian Universities Rugby League
- School Sports Australia
- Australian Police Rugby League
- Australian Women's Rugby League

### Affiliated States Championship
L'Affiliated States Championship è una competizione annuale gestita dall'Australian Rugby League che coinvolge quattro stati affiliati (Victoria, South Australia, Northern Territory and Western Australia) più l'Australian Police e l'Australian Defence Force.
| Anno | Campioni                     |
| ---- | ---------------------------- |
| 1994 | Western Australia            |
| 1995 | Newcastle                    |
| 1996 | Western Australia            |
| 1997 | Australian Capital Territory |
| 2003 | Western Australia            |
| 2004 | Northern Territory           |
| 2005 | Western Australia            |
| 2006 | Western Australia            |
| 2007 |                              |